# Pentapoli bizantina

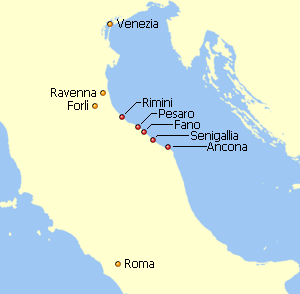
In rosso le cinque città della Pentapoli sulla costa Adriatica.
In arancione altre città dell'Esarcato d'Italia.

Nell'Italia bizantina, il Ducato di Pentapoli era una circoscrizione militare (compresa tra Romagna, Marche e Umbria) governata da un duca (dux) nominato da e sotto l'autorità dell'esarca d'Italia (584-751). In realtà il ducato comprendeva al suo interno due Pentapoli (dal greco "πεντάπολις", "cinque città"): quella marittima (comprendente le città di Rimini, Pesaro, Ancona, Senigallia e Fano) e quella annonaria o montana (comprendente le città di Gubbio, Cagli, Urbino, Fossombrone e Jesi). Per tale motivo il ducato viene definito talvolta "doppia pentapoli" o "decapoli".

## La Pentapoli marittima
Tale distretto comprendeva i territori di cinque importanti città episcopali: Rimini, Pesaro, Ancona, Fano e Senigallia. Inizialmente era soggetto al governo dell'esarca di Ravenna. In seguito guadagnò una certa autonomia. Oggi i territori della Pentapoli sono ricompresi tra la Romagna e le Marche.
All'epoca della sua costituzione confinava a nord con il nucleo centrale dell'esarcato governato direttamente dall'esarca (il Ravennate). Il confine era il corso del fiume Marecchia. Gli altri confini: ad est il mar Adriatico, ad ovest, lungo la dorsale appenninica, il Ducato di Tuscia (istituito dai Longobardi nel 570), a sudovest il Corridoio Bizantino, ovvero quella fascia montana di territori bizantini che collegava Ravenna a Roma ed a sud, sul letto del fiume Misco (ora Musone), il Ducato di Spoleto, costituito dai Longobardi nel 570.
La Pentapoli marittima si estendeva probabilmente nell'entroterra fino alle montagne dell'Appennino, e forse oltre. La sua città più meridionale era Humana (Numana) sulla riva settentrionale del Misco. Secondo un'ipotesi, la capitale della Pentapoli sarebbe stata Rimini. Il dux era al tempo stesso l'autorità civile e militare.

## La Pentapoli annonaria o montana
La Pentapoli annonaria, detta talvolta montana, era costituita dalle città vescovili di Gubbio, Cagli, Urbino, Fossombrone e Jesi, delle quali Cagli e Fossombrone erano poste lungo la consolare Via Flaminia, ossia la parte settentrionale del cosiddetto Corridoio Bizantino, la striscia di terra che congiungeva Ravenna a Roma, le due città principali dell'Esarcato d'Italia. Diversi studiosi moderni identificano la Pentapoli annonaria, che costituiva la parte interna del ducato di Pentapoli ed era densamente fortificata, con la Provincia castellorum attestata dalla Cosmografia ravennate.

## Storia
La storiografia moderna ritiene che il ducato di Pentapoli fu istituito contemporaneamente all'esarcato intorno al 584, o al più alcuni anni dopo, anche se le fonti coeve (come l'Epistolario Gregoriano) non ne fanno esplicita menzione, attestando al più la presenza di un dux permanente a Rimini a partire dal 591: si ritiene che il territorio sotto la sua giurisdizione, chiamato "Pentapoli" da fonti di epoca posteriore, comprendesse anche le città interne di Urbino, Fossombrone, Jesi, Cagli e Gubbio. Nel 598 il magister militum Bahan, da identificare probabilmente con il duca della Pentapoli, invase il Piceno longobardo spingendosi nelle sue conquiste fino a Osimo prima che la sua avanzata fosse arrestata dai Longobardi di Spoleto, condotti dal duca Ariulfo, nei pressi di Camerino.
La prima menzione esplicita nelle fonti coeve alla Pentapoli si ha nel 649 nella lettera di Mauro, arcivescovo di Ravenna, a Papa Martino I riguardante la controversia del monotelismo. Gli atti del concilio del 680 attestano che Rimini, Pesaro, Fano, Numana, Osimo e Ancona facessero parte della "provincia di Pentapoli" (provinciae Pentapolim). La prima menzione di un ducato di Pentapoli si ha nella biografia di Papa Sergio I del Liber pontificalis, dove viene affermato che nel 692, alla notizia che l'imperatore Giustiniano II aveva inviato in Italia il protospatario Zaccaria con l'ordine di deportare il pontefice a Costantinopoli per punirlo per la mancata approvazione delle decisioni adottate al Concilio Trullano, le truppe del ducato pentapolitano (ducatus etiam Pentapolitani), insieme ai soldati di Ravenna e dei territori limitrofi, presero le difese di Papa Sergio I marciando su Roma: Zaccaria fu così impossibilitato a portare a termine la missione dovendo anzi implorare la protezione del pontefice contro gli eserciti in rivolta.
In alcune fonti dell'VIII secolo, come il Liber Pontificalis (che nella biografia di Papa Zaccaria I usa l'espressione utrarumque Pentapolim) e una lettera di Papa Adriano I a Carlo Magno datata novembre 775 (dove viene usata l'espressione utrarumque Pentapoleos), viene affermato che le Pentapoli fossero due. In una lettera di Papa Gregorio II all'imperatore Leone III Isaurico viene menzionata una "decapoli" (decapolim) minacciata dai Longobardi. Sulla base di queste fonti, gli studiosi usano talvolta il termine "doppia pentapoli" o "decapoli" per indicare il ducato nel suo complesso, facendo distinzione tra una pentapoli marittima (costituita dalle cinque città di Rimini, Pesaro, Ancona, Senigallia e Fano) e una pentapoli interna o annonaria (costituita dalle cinque città di Gubbio, Cagli, Urbino, Fossombrone e Jesi).
Entrambe le province furono conquistate dai Longobardi tra il 727 e il 729. Nel 742 re Liutprando venne ad accordi con papa Zaccaria, accettando di cedere parte dei territori. Ma il suo successore Astolfo riprese una politica espansionistica. Papa Stefano II decise allora di chiamare in aiuto Pipino il Breve, il Maggiordomo di palazzo del re dei Franchi. Incoronato re, nel 754 Pipino scese per la prima volta in Italia, sconfisse i Longobardi in battaglia e costrinse re Astolfo a cedere tutti i territori conquistati. Successivamente il re dei Franchi consegnò al papa (Promissio Carisiaca) tali territori, che andarono a formare - insieme al Ducato romano - il nascente Stato della Chiesa.